# اكتا أوبتيتريكيا لأمراض النساء الإسكندنافيات
اكتا أوبتيتريكيا لأمراض النساء الإسكندنافيات هي صحيفة طبية لاستعراض النظراء وتغطي الموضوعات الخاصة بأمراض النساء والمسالك البولية النسائية والأورام النسائية والخصوبة. تٌنشر الصحيفة بواسطة ويلي بلاكويل، لصالح الاتحاد الإسكندينافي لجمعيات أمراض النساء والولادة. رئيس التحرير هو غانيش أشاريا (جامعة ترومسو).

## روابط خارجية
- الموقع الرسمي